# Aleksandr Anúfriev
Aleksandr Anúfriev   (Ijma, 10 de maig de 1926 - Narian-Mar, 26 de setembre de 1966) fou atleta komi, especialista en curses de fons, que va competir sota bandera de la Unió Soviètica durant la dècada de 1950.
El 1944 va ser enviat al front de Carèlia, on va ser ferit. Per recuperar-se de les ferides s'inicià en l'atletisme. El 1952 va guanyar els seus dos únics títols soviètics, en els 5.000 i 10.000 metres, i va prendre part en els Jocs Olímpics d'Estiu de Hèlsinki, on disputà dues proves del programa d'atletisme. Guanyà la medalla de bronze en els 10.000 metres, rere Emil Zátopek i Alain Mimoun; mentre en els 5.000 metres fou desè. Durant la seva carrera esportiva millorà el rècord soviètic dels 10.000 metres en tres ocasions i una el del 5.000.
El 1956, en no ser seleccionat per disputar els Jocs de Melbourne, es retirà de l'atletisme. El 1963, després de molts anys treballant de mecànic en diverses fàbriques, tornà a la seva terra nadiua, on morí en un accident de navegació al riu Petxora el 1966.

## Millors marques
- 5.000 metres. 13'58.8" (1953)
- 10.000 metres. 29'10.6" (1955)[3]